# Dustin the Turkey
Dustin the Turkey er en irsk kalkun, som er kendt på irsk tv.
Dustin the Turkey har siden 1989 været en kendt stjerne i irsk tv. Han har medvirket i alt fra talks shows til børne-tv og er kendt for at lægge an på alle de kvinder, han laver tv med.
I 1994 udgav Dustin en coverversion af "Spanish Lady" sammen med Ronnie Drew. Den opnåede fire uger som #1 på Irish Singles Chart.
I 2008 deltog han for Irland i Eurovision Song Contest med sangen Irelande Douze Pointe (dansk: Irland 12 point). Alle i Irland troede, at han ville få Irlands førsteplads, men han klarede ikke sig igennem semifinalen.
I 2014 besøgte DR ham i programmet Europa i glimmer.